# Henry Paget, 1. hrabě z Uxbridge
Henry Paget, 1. hrabě z Uxbridge (Henry Paget, 1st Earl of Uxbridge, 1st Baron Burton of Burton, 7th Baron Paget of Beaudesert) (13. ledna 1663 – 30. srpna 1743) byl anglický politik a dvořan. Od mládí byl členem Dolní sněmovny za stranu toryů a zastával správní funkce v různých hrabstvích. Za vlády královny Anny dosáhl vysokých úřadů u dvora a ve vládě. Po nástupu hannoverské dynastie byl sice povýšen na hraběte, ale jako stoupenec toryů na další veřejnou činnost rezignoval a odešel do soukromí.

## Životopis

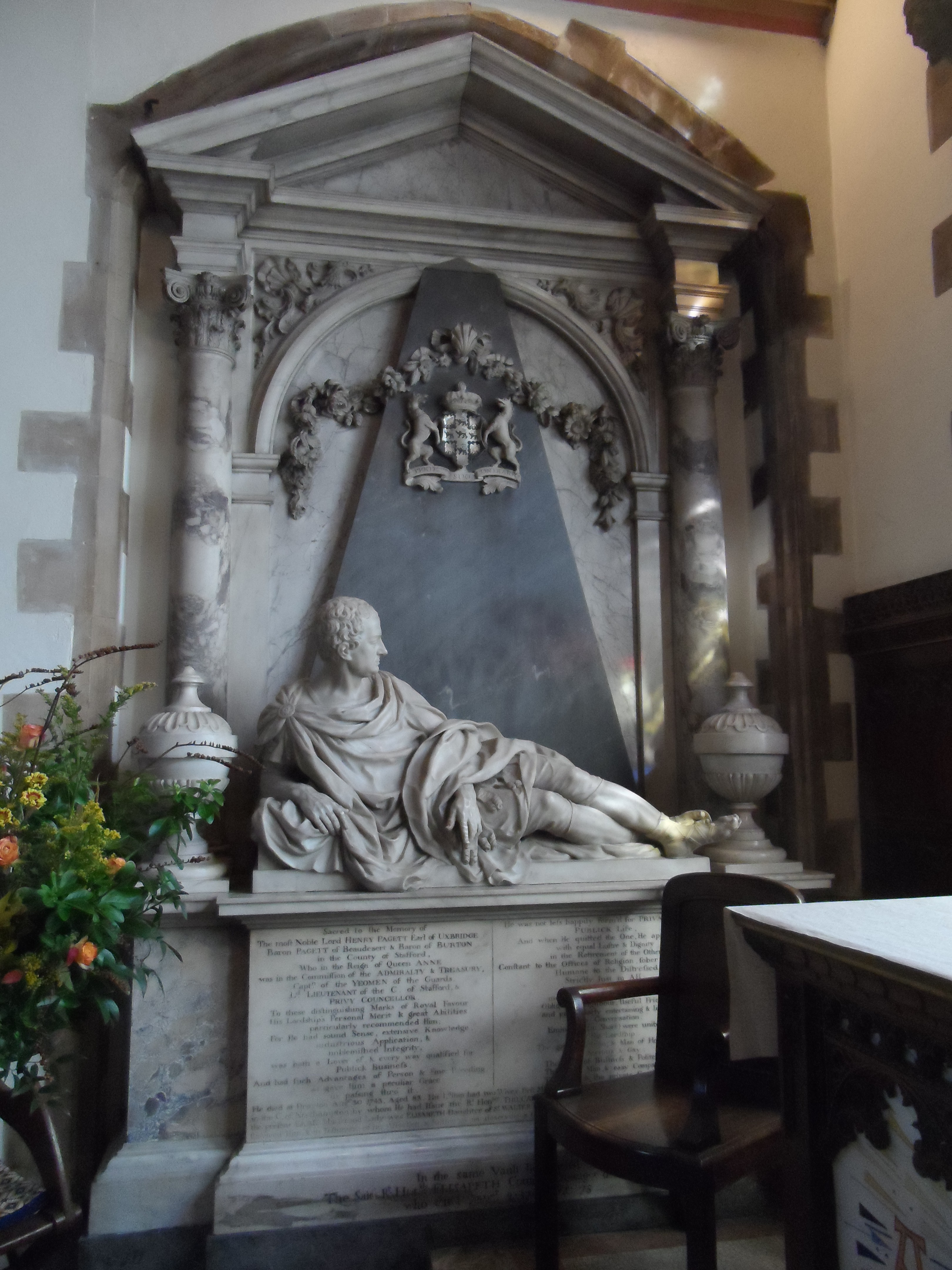
Náhrobek hraběte z Uxbridge v kostele sv. Jana Křtitele v Uxbridge

Pocházel ze starobylého šlechtického rodu Pagetů, byl nejstarším synem Williama Pageta, 6. barona Pageta (1637–1712), dlouholetého vyslance v Turecku. Po dosažení zletilosti za nepřítomného otce převzal správu rodových statků v Anglii, v roce 1688 podpořil nástup Viléma Oranžského a začal zastávat různé funkce. Od roku 1689 byl zástupcem místodržitele ve Staffordu a smírčím soudcem v Middlesexu, zastával též hodnosti u královského dvora. V letech 1695–1712 byl členem Dolní sněmovny (v parlamentu zastupoval hrabství Staffordshire, kde vlastnil statky) a v letech 1702–1708 členem admirálské rady lorda nejvyššího admirála prince Jiřího Dánského. V letech 1710–1711 byl krátce lordem pokladu a v roce 1711 s titulem barona Burtona vstoupil do Sněmovny lordů (otcův titul barona z Beaudesertu zdědil až v roce 1712). Od roku 1711 byl též členem Tajné rady a ve vládě zastával post kapitána královské gardy (1711–1714). Po smrti královny Anny se stal velitelem královské tělesné stráže (1714–1715) a byl jmenován vyslancem v Hannoversku. Tento post sice odmítl, ale po příjezdu Jiřího I. získal titul hraběte z Uxbridge (1714). Krátce poté rezignoval na další veřejné působení a do smrti si ponechal jen čestný post lorda místodržitele v hrabství Stafford (1715–1743), byl též soudcem v Lichfieldu.

## Rodina
Byl dvakrát ženatý, jeho první manželkou se v roce 1686 stala Mary Catesby (1666–1734), podruhé se oženil s Elizabeth Bagot (1676-1739). Z prvního manželství pocházel syn Thomas Catesby Paget, lord Paget (1689–1741), který byl dlouholetým poslancem Dolní sněmovny a zastával funkce u dvora. Dědicem titulů byl vnuk Henry Paget, 2. hrabě z Uxbridge (1714-1769), jímž rod vymřel a jméno Paget následně převzala spřízněná rodina Bayly (Henry Bayly).
V roce 1727 bylo po hraběti z Uxbridge pojmenováno nově založené město Uxbridge v USA.